# Jochen Bathe
Jochen Bathe (* 30. August 1970 in Halle (Saale)) ist ein ehemaliger deutscher Unihockeyspieler. Zuletzt spielte er beim KAC Floorball, wo er heute immer noch als Co-Trainer tätig ist.

## Familie
Jochen Bathe hat mit seiner Freundin drei Kinder. Zwei davon spielen bereits in der Nachwuchsabteilung des KAC Floorball.

## Karriere

### Vereinskarriere
Bathe gehörte 1997 zu den Mitgründern des Unihockey-Bundes Sachsen-Anhalt. In der ersten Saison der Unihockey-Bundesliga 1998/99 spielte er für das Cyclone Team Halle, mit denen er Deutscher Meister wurde. In der darauffolgenden Saison wechselte er in der Winterpause zum UHC Zuger Highlands in die dritthöchste Liga der Schweiz, bevor er im Oktober wieder nach Halle zurückkehrte. Danach wechselte er zum UHV Konstanz. Bald darauf zog es ihn durch Stationen in ganz Deutschland, wie etwa nach Berlin, wo er bei BA Tempelhof Berlin spielte. Danach ging es für ihn zu den Unihockey-Löwen Leipzig, bis er 2004 wieder für eine Saison bei seinem Heimatklub in Halle landete. 2005 wechselte er das zweite Mal in die Schweiz zu den Zuger Highlands, für die er wiederum eine Saison lang spielte.
2006 schloss sich der damalige Centerstürmer dem KAC Floorball in Österreich an und wurde prompt zur unumstrittenen Stammkraft. Im Gegensatz zu früher wechselte er den Verein nicht mehr Er erlebte Höhen und Tiefen mit dem Verein, wie etwa der Abstieg 2008 oder aber auch der Beinahe-Titel 2015. Bei den Rotjacken wurde er zum Verteidiger umfunktioniert. Auf dieser Position gilt er als einer der Besten der letzten Jahre. 2013 erklärte er seine Karriere für beendet, kehrte aber ein Jahr später noch einmal zurück. Nach dem Vizemeistertitel 2015 beendete er seine Karriere mit 44 Jahren endgültig um danach bei den Rotjacken Co-Trainer zu werden. Diese Rolle besetzt er bis heute. Außerdem betreut er mit Peter Mack die U11 und die U13 des KAC Floorball.

### Nationalteam
Jochen Bathe absolvierte etwa 70 Länderspiele für das deutsche Nationalteam und ist damit der Spieler mit der meisten Länderspielerfahrung in der Geschichte des KAC Floorball.